# 7 Años
Pour plus de détails, voir Fiche technique et Distribution.
7 Años (« 7 ans ») est un film dramatique espagnol réalisé en 2016 par Roger Gual.

## Synopsis
Quatre partenaires commerciaux engagent un médiateur pour déterminer lequel d'entre eux ira en prison pour leurs crimes financiers.

## Distribution
- Juana Acosta (VF : Ivana Coppola) : Veronica (Vero)
- Àlex Brendemühl (VF : Bernard Bollet) : Marcel
- Paco León (VF : Benjamin Pascal) : Luis
- Manuel Morón (VF : Michel Papineschi) : José Veiga
- Juan Pablo Raba (en) (VF : Marc Saez) : Carlos